# Centrum żelazowo-siarkowe

Centrum żelazowo-siarkowe białka Rieske.

Centra żelazowo-siarkowe, centra żelazo-siarkowe – to grupy prostetyczne wielu enzymów. Występują one w białkach wszystkich żywych organizmów, między innymi w niektórych enzymach mitochondrialnego łańcucha oddechowego (reduktaza NADH-Q, reduktaza bursztynian-Q, białko Rieske) i są niezbędne do życia komórki. Centra żelazo-siarkowe znajdują się w białkach z tak zwanym żelazem niehemowym. Znanych jest kilka rodzajów centrów żelazo-siarkowych. Najprostsze z nich zawiera jeden jon żelaza połączony z czterema resztami cysteiny. Drugi rodzaj określany 2Fe-2S składa się z dwóch jonów żelaza połączanych dwoma atomami siarki nieorganicznej. Jednocześnie każdy z jonów żelaza koordynowany jest zwykle dwoma resztami cysteiny. Trzeci rodzaj centrów 4Fe-4S składa się z czterech jonów żelaza i czterech atomów siarki nieorganicznej połączonych w kształt sześcianu. Ten rodzaj centrów występuje w białku Rieske.
Centra żelazo-siarkowe są ważnym składnikiem oksydoreduktaz. Jony żelaza mogą przechodzić z formy Fe2+ do Fe3+ podczas reakcji utleniania i odwrotnie podczas reakcji redukcji. Zmiana stanu utleniania umożliwia transport elektronów przez białka biorące udział w łańcuchu oddechowym. Nie jest jednak połączona z transportem protonów.